# اوچخاموری
اوچخاموری (گرجی: ოჩხამური) یک شهرک در ناحیه آجارستان در غرب کشور گرجستان است. اوچامخوری در سال ۲۰۱۴ میلادی، ۵۳۵۵ نفر جمعیت داشته است.

## جغرافیا
اوچخاموری در حاشیه رود اوچخاموری و در ۱۲ متری سطح آب‌های آزاد قرار گرفته است. این شهرک بخشی از شهرداری کبولتی و در مرز اداری جمهوری خودمختار آجارستان با ناحیه گوریا است.

## تاریخ
جنبش جمع‌گرایی اتحاد جماهیر شوروی سوسیالیستی در دهه‌های ۱۹۲۰ و ۱۹۳۰ میلادی این دهکده نه‌چندان پراهمیت را به بخشی از یک منطقه کشاورزی نیمه گرمسیری بزرگ تبدیل کرد. یک مزرعه چای کلخوز در اوچخاموری، هجوم مهاجران را در پی داشت که باعث افزایش قابل‌توجه جمعیت ساکنان آن شد. در سال ۱۹۵۴، این دهکده از روستا به شهرک و یک ناحیه شهری کوچک یا دابا ارتقا یافت.